# FN:s kommission för internationell handelsrätt
Förenta nationernas kommission för internationell handelsrätt (engelska: United Nations Commission on International Trade Law, UNCITRAL) är en kommission inom Förenta nationerna (FN) som har till uppgift att främja harmoniseringen av den internationella handelsrätten.

## Historia
Kommissionen grundades då FN:s generalförsamling vid sin 1 497 plenumförhandling den 17 december 1966 antog resolution 2205 (XXI). Inledningsvis bestod kommissionen av 29 stater, av vilka sju var afrikanska, fem asiatiska, fem latinamerikanska och fyra östeuropeiska, samt åtta var från Västeuropa och anglosfären.
Antalet medlemmar i kommissionen utökades 1973 från 29 till 36 stater. Sedan 2004 består kommissionen av representanter från 60 stater, var och en vald för en mandatperiod om sex år där hälften av platserna tillsätts vart tredje år. Trots det utökade antalet representerade stater har kommissionen fortsatt en sammansättning präglad av geografisk och kulturell spridning grupperade utifrån de ursprungliga statskategorierna, även om varje kategori nu har en högre tilldelning stater.

## Förhållande till andra organisationer
Kommissionens uppgift är att främja harmoniseringen och unifieringen av den internationella handelsrätten globalt. Kommissionen är den andra rättskommission i ordningen som FN tillsatt för att överse utvecklingen av den internationella rätten, där den första är International Law Commission (ILC), vilken grundades 1947 med folkrätten som arbetsområde. Kommissionen är därmed underordnad FN:s generalförsamling.
Kommissionen ska inte förväxlas med Världshandelsorganisationen (WTO), eftersom kommissionen är ett FN-organ medan Världshandelsorganisationen är en från FN fristående mellanstatlig organisation. Världshandelsorganisationen arbetar främst med att reglera handel etc. mellan stater, medan kommissionen arbetar med den lagstiftning som tillämpas på privata rättssubjekt i olika stater.
De regler för internationell skiljedomsrätt som kommissionen arbetat fram har bland annat influerat rättstillämpningen hos den Permanenta skiljedomstolen i Haag, och den bilaterala tribunal som inrättades av Iran och USA 1981 för att hantera ersättningsanspråk från de som berörts av gisslandramat på USA:s ambassad i Teheran 1979-1981 och de sanktioner som följde i den händelsens spår.

## Representerade stater
I februari 2022 var följande stater representerade i kommissionen, årtalet inom parentes är det år landets mandatperiod löper ut:
- Algeriet (2025)
- Argentina (2022)
- Australien (2022)
- Belarus (2022)
- Belgien (2025)
- Brasilien (2022)
- Burundi (2022)
- Chile (2022)
- Colombia (2022)
- Dominikanska republiken (2025)
- Elfenbenskusten (2025)
- Ecuador (2025)
- Filippinerna (2022)
- Finland (2025)
- Frankrike (2025)
- Ghana (2025)
- Honduras (2025)
- Indien (2022)
- Indonesien (2025)
- Iran (2022)
- Israel (2022)
- Italien (2022)
- Japan (2025)
- Kamerun (2025)
- Kanada (2025)
- Kenya (2022)
- Kina (2025)
- Kroatien (2025)
- Lesotho (2022)
- Libanon (2022)
- Libyen (2022)
- Malaysia (2025)
- Mali (2025)
- Mauritius (2022)
- Mexiko (2025)
- Nigeria (2022)
- Pakistan (2022)
- Peru (2025)
- Polen (2022)
- Rumänien (2022)
- Ryssland (2025)
- Schweiz (2025)
- Singapore (2025)
- Spanien (2022)
- Sri Lanka (2022)
- Storbritannien (2025)
- Sydafrika (2025)
- Sydkorea (2025)
- Thailand (2022)
- Tjeckien (2022)
- Turkiet (2022)
- Tyskland (2025)
- Uganda (2022)
- Ukraina (2025)
- Ungern (2025)
- USA (2022)
- Venezuela (2022)
- Vietnam (2025)
- Zimbabwe (2025)
- Österrike (2022)